# Bernardino Ramazzini
Bernardino Ramazzini (Carpi, 4 ottobre 1633 – Padova, 5 novembre 1714) è stato un medico, scienziato e scrittore italiano.
A Ramazzini è oggi riconosciuto l'attributo di fondatore e padre della medicina del lavoro.

## Biografia

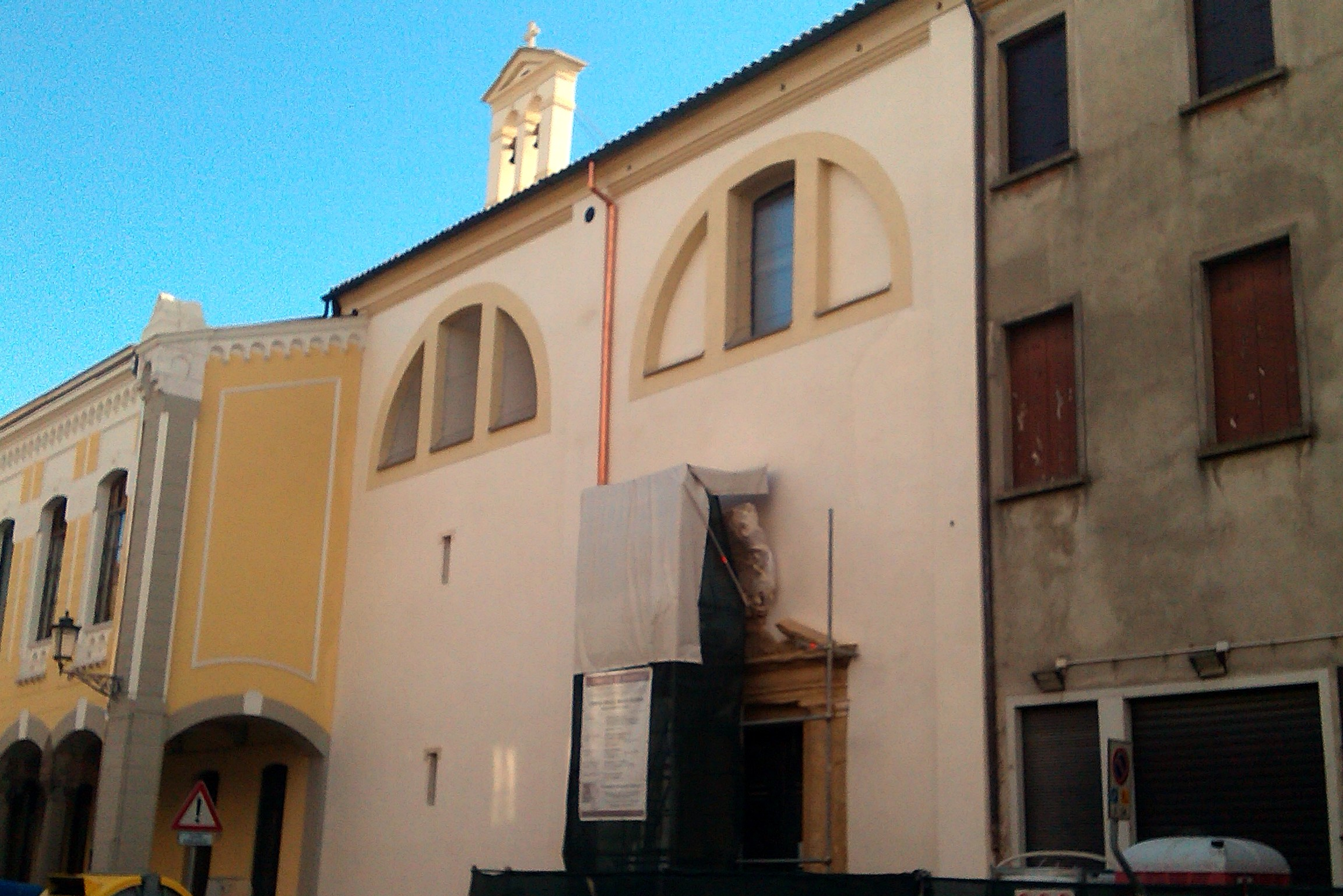
Padova: chiesa della Beata Elena, luogo di sepoltura del Ramazzini

Come risulta dal certificato di battesimo, Ramazzini nasce a Carpi il 4 ottobre 1633. Viene avviato agli studi di medicina all'università di Parma, dove si laurea nel 1659. Ramazzini inizia l'esercizio della professione medica nel ducato di Castro, a quel tempo trascorso da continui e feroci atti di violenza, a causa del conteso dominio territoriale tra la parmense famiglia dei Farnese e il papato.
Nel 1680, dopo la definitiva annessione del Ducato di Castro al Patrimonio di San Pietro, Ramazzini torna alla nativa Carpi e inizia ad esercitare nella città di Modena. Ben presto la sua fama di medico capace e di grande esperienza, nonostante la giovane età, arriva alla conoscenza del duca Francesco II d'Este che lo vuole nella sua Università, da lui appena rifondata, per ricoprire una delle due cattedre di medicina (l'altra andrà a Francesco Torti). La sua fama cresce e varca i confini del Ducato di Modena, fino ad arrivare alla prestigiosa Università di Padova che, nel 1700, gli offre la seconda cattedra di medicina teorica.
Ogni possibilità di ritorno a Modena di Ramazzini viene impedita dalla situazione d'instabilità causata, dopo la morte di Carlo II, dalla guerra di successione spagnola che coinvolge il ducato estense. Ramazzini decide di restare nella università patavina, continuando l'ampliamento della sua monumentale opera che, per oltre due secoli, resterà il principale punto di riferimento per lo studio epidemiologico delle malattie professionali e verrà tradotta in moltissime lingue.
Nel 1708 diviene titolare della prima cattedra di medicina pratica a Padova, ove muore a ottantuno anni senza aver potuto far ritorno nella sua amata Modena.
I resti di Bernardino Ramazzini riposano nella chiesa della Beata Elena, a Padova.

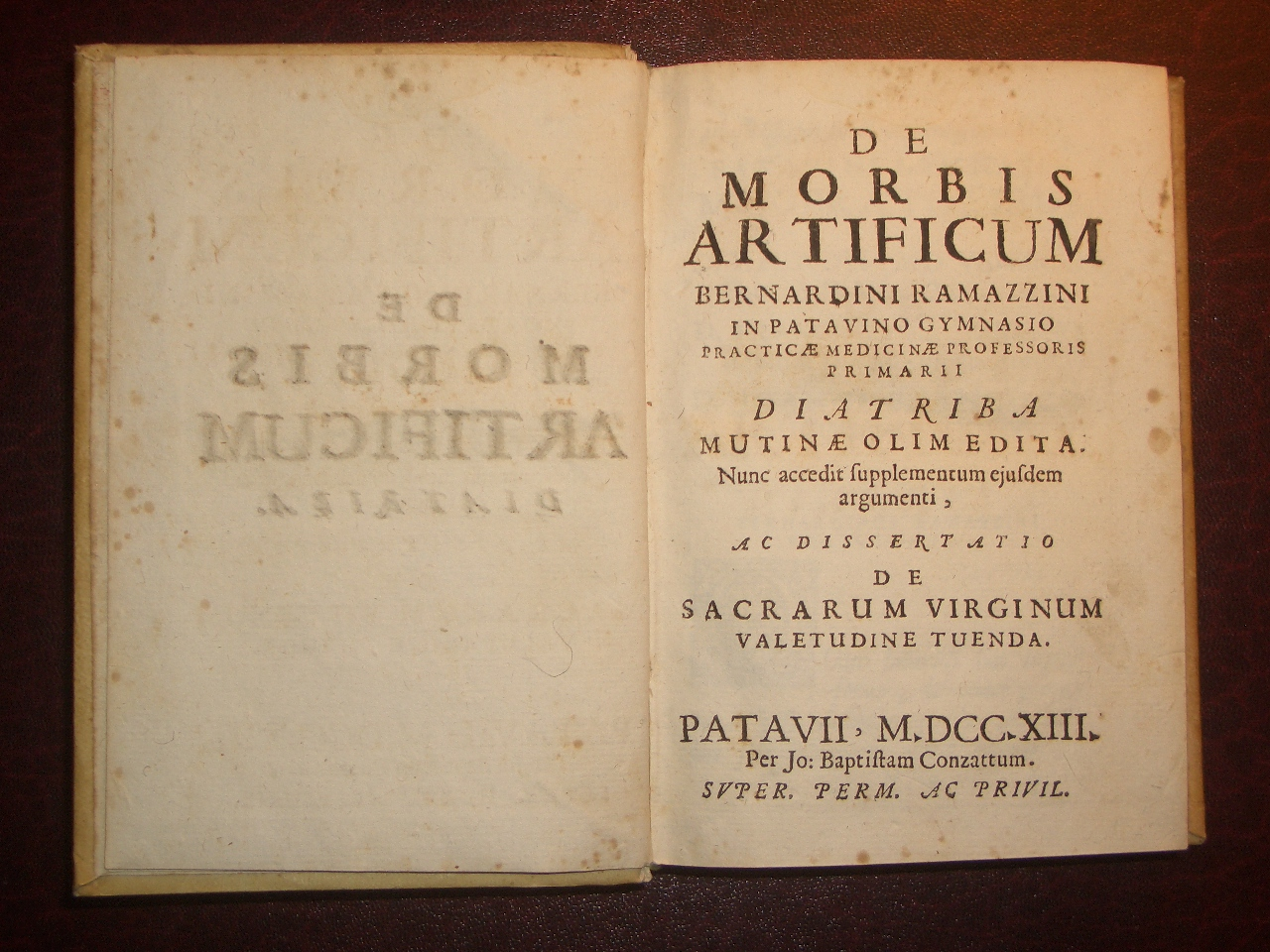
Frontespizio dell'edizione definitiva dell'opera De Morbis Artificum Diatriba (Padova, 1713)

## IlDe morbis artificum diatriba

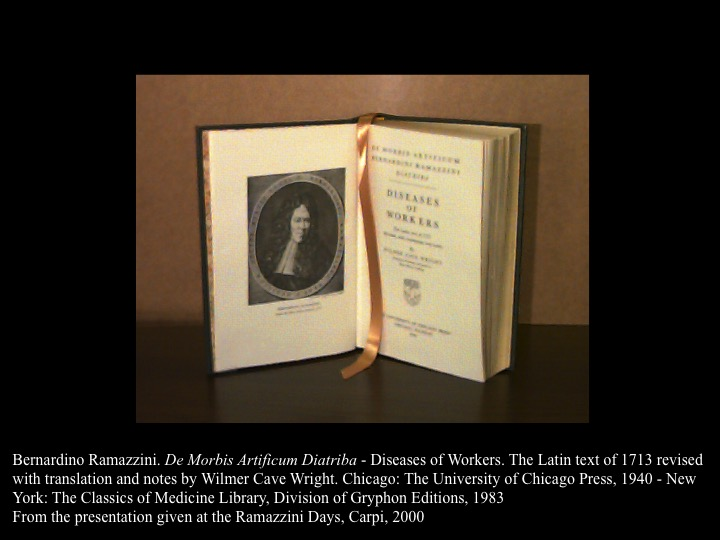
Bernardino Ramazzini. De Morbis Artificum Diatriba - Diseases of Workers. Traduzione di Wilmer Cave Wright. Chicago. The University of Chicago Press, 1940 (dalla presentazione alle Giornate Ramazziniane, Carpi 27-29 ottobre 2000).

L'opera alla quale Ramazzini deve la propria fama è il De morbis artificum diatriba. L'editio princeps dell'opera è pubblicata a Modena dalla tipografia Capponi nel 1700. La seconda definitiva edizione, arricchita da un supplemento e stampata per i tipi di Conzatti, compare a Padova nel 1713. Nonostante l'intensa attività professionale di medico e di docente, Ramazzini si dedica all'osservazione delle condizioni di lavoro e dialoga con i lavoratori più umili soprattutto agricoltori per chiarire le cause dei loro disturbi. Attraverso l'esame del singolo individuo e l'indagine nella popolazione lavorativa, egli fornisce suggerimenti per prevenire i danni del lavoro in oltre 50 tipi di occupazione.
Molti sono gli aspetti del pensiero ramazziniano che possono essere valorizzati oggi nell'ambito della professione medica. La comprensione dell'associazione tra ambiente e salute, il sospetto dell'origine ambientale di ogni patologia, la necessità di raccogliere la storia lavorativa di ogni paziente sono insegnamenti universali che oggi costituiscono obiettivi formativi inderogabili per lo studente di medicina. Sono apprezzabili anche i suggerimenti di prudenza nella terapia e i consigli miranti all'adozione di pratiche utili. Moderna è anche la lezione per il medico del lavoro. Ramazzini visita gli ambienti di lavoro per identificare i pericoli e osserva i danni per la salute. Utilizzando un approccio che oggi chiameremmo epidemiologico egli valuta il rischio, anticipando alcune misure di prevenzione dei rischi, di protezione della salute, di informazione sui rischi. Il suo precetto, espresso nella tredicesima orazione del 1711 dall'espressione «longe præstantius est præservare quam curare», «prevenire è di gran lunga meglio che curare», testimonia della sua vocazione preventiva.

## Eredità

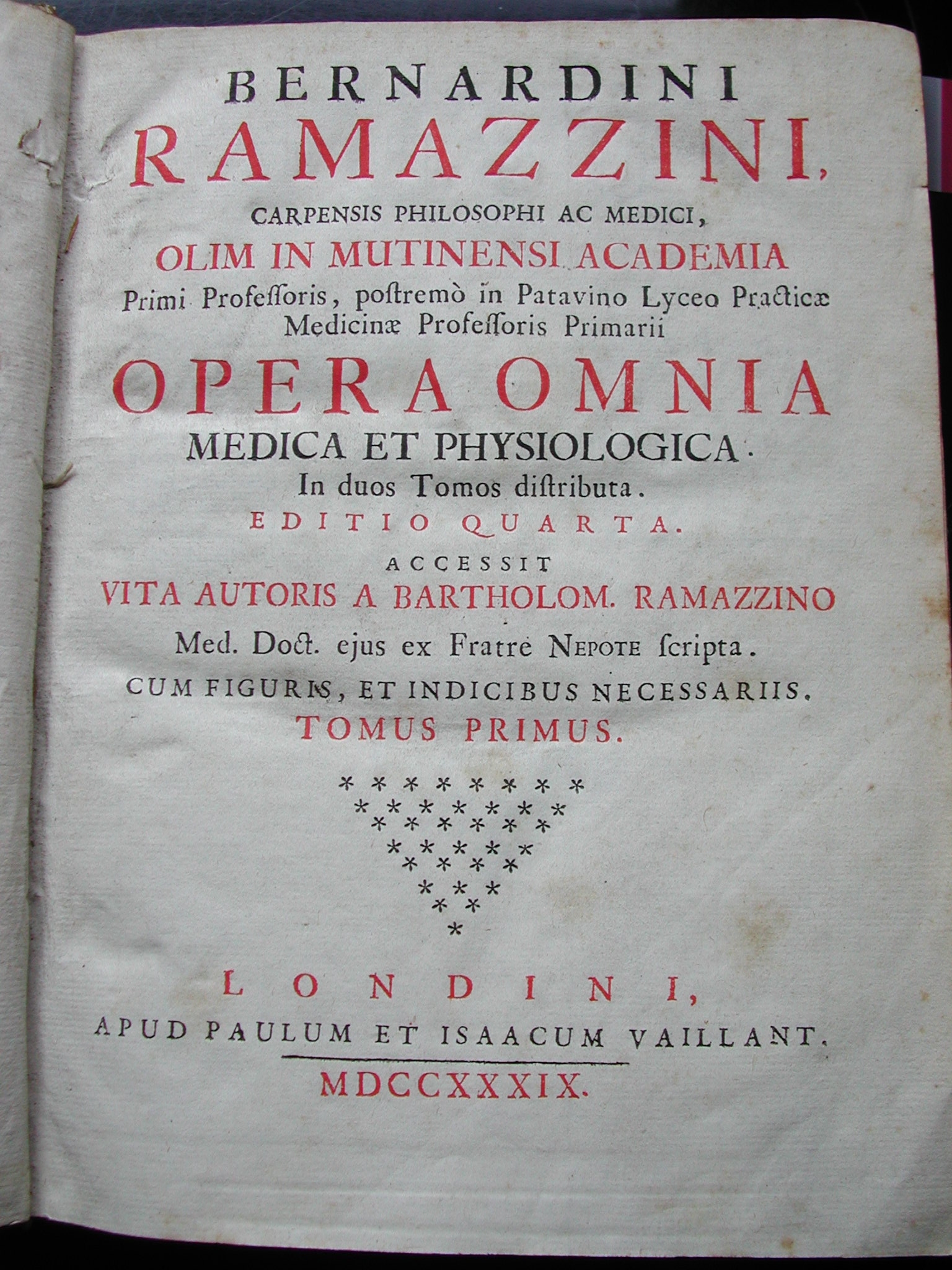
Opera omnia, Londra 1739

Anche se il valore della Diatriba è riconosciuto dagli storici sin dalla fine dell'Ottocento [«Opera di celebrità mondiale e, altrettanto fondamentale per la dottrina dell'igiene che l'opera di Morgagni per l'anatomia patologica» (Pagel JL, 1891)], sono i medici che assumono una veste da protagonisti nel valorizzare compiutamente l'opera. È Maggiora che così si esprime a proposito delle finalità e dei contenuti dell'opera: «antivedendo il vero compito dell'Igiene e convinto che ufficio del medico non è solamente curare gli ammalati ma altresì il prevenire le malattie e il promuovere il miglioramento in genere della salute, [Ramazzini] uniformò a questi concetti buona parte della sua sapiente e meravigliosa operosità scientifica […] l'opera igienica quasi tutta frutto di osservazioni originali accuratissime […] tutta ancor oggi degna di considerazione». Tra chi rivendica la sua figura come nume tutelare, sono soprattutto i medici del lavoro, grazie agli studi di Luigi Devoto («Ramazzini è stato il primo trattatista delle malattie professionali […] ed è stato il primo insegnante delle stesse malattie perché ne dette un insegnamento nell'università di Modena») a dedicare maggiore attenzione alla sua figura e alle sue opere. Nello stesso periodo altri contributi esprimono ammirazione per la Diatriba, che è riconosciuta come primo trattato di medicina del lavoro e testo fondamentale di medicina preventiva: «It is a fine book, a real medical classic. It is to the history of occupational diseases what Vesalius' book is to anatomy, Harvey's to physiology, Morgagni's pathology» (Siegerist HE). Al suo nome è intitolato il Collegium Ramazzini, un'accademia internazionale indipendente costituita da 180 scienziati di tutto il mondo.

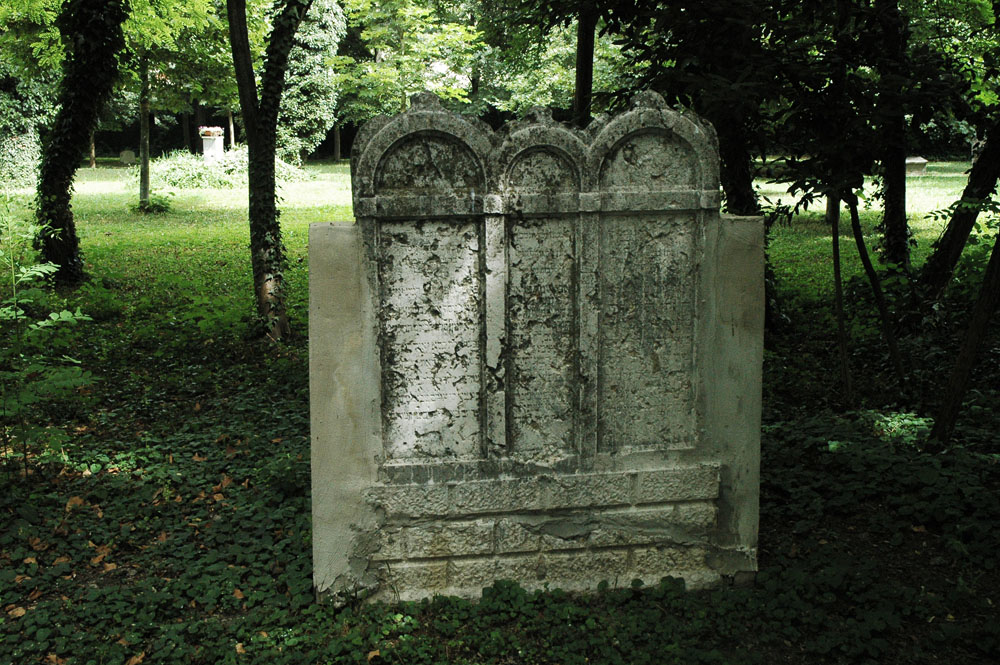
Finale Emilia: tomba di Donato Donati

A Ramazzini sono a dedicati l'Ospedale di Carpi e l'Istituto Ramazzini ONLUS di Bologna, che si occupa di ricerca sui tumori e sui rischi cancerogeni di origine ambientale e professionale.
Fu, inoltre, appassionato di ebraismo pur non conoscendo la lingua ebraica; nel 1682 ricevette l'incarico dall'amico fiorentino Antonio Magliabechi di trascrivere le epigrafi più belle incise sulle lapidi dei cimiteri ebraici dell'area emiliana e mantovana, tra cui quelle di Finale Emilia.
La trascrizione venne inviata a Lipsia a Johan Christian Wagenseil, famoso ebraista cristiano che l'aveva commissionata, e questi la depositò presso la biblioteca dell'Università di Lipsia dove fu ritrovata nel 2003 dallo studioso israeliano David Malkiel. Il testo di una delle epigrafi trascritte consentì alla storica Maria Pia Balboni di identificare nel 2006 la tomba del mercante Donato Donati nel cimitero di Finale Emilia.

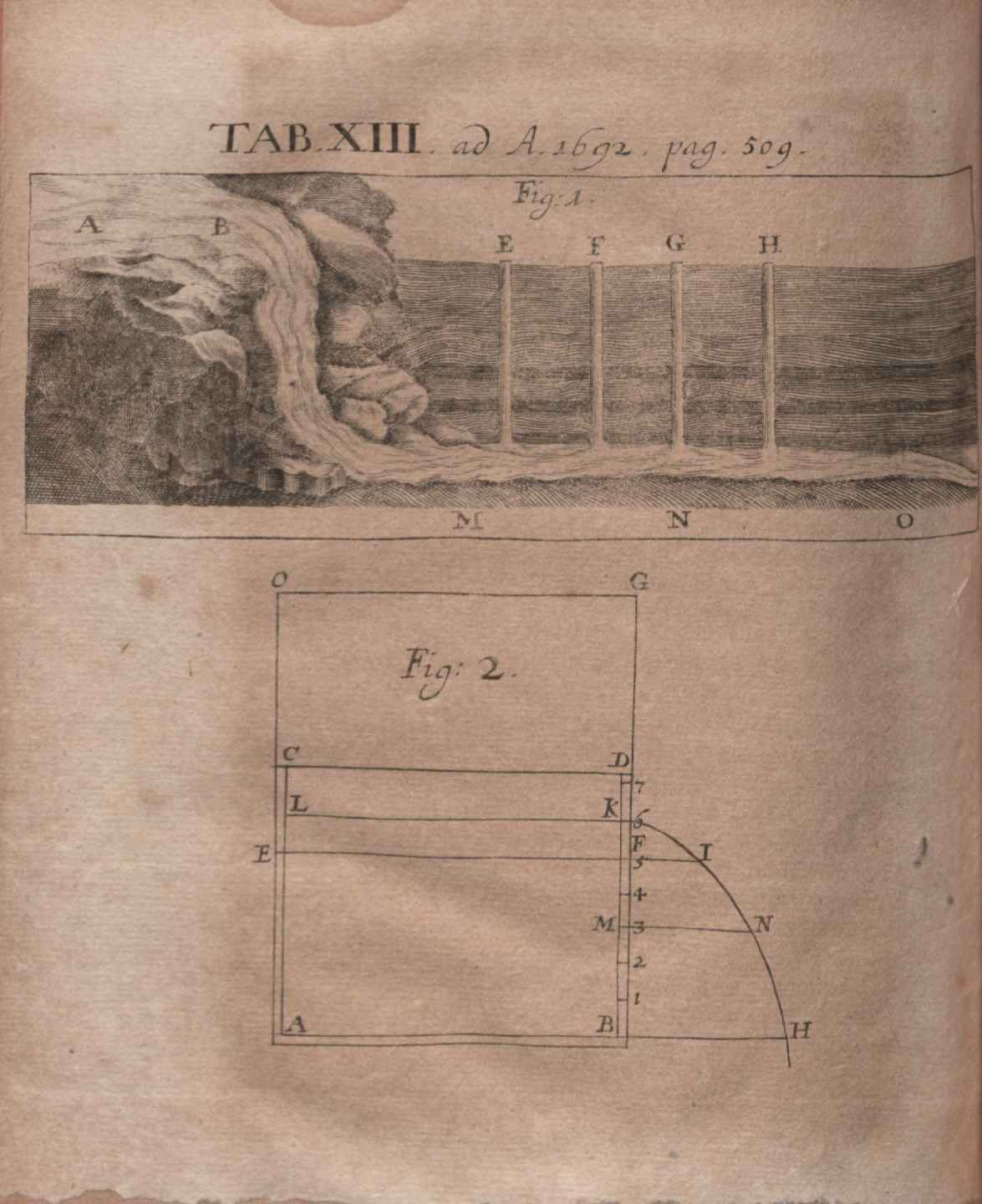
Fig. 1 Illustrazione alla recensione de De fontium mutinensium admiranda... pubblicata sugli Acta Eruditorum del 1692

## Opere

De morbis artificum diatriba, 1745

- Relazione di Bernardino Ramazzini sopra il parto, e morte dell'illustrissima sig. marchesa Maria Maddalena Martellini Bagnesi, Modana, per gli eredi di Viuiano Soliani Stampatori Ducali, 1681.
- In solemni Mutinensis academiæ instauratione oratio serenissimo Francisco II, Mutinæ, typis hæredum Cassiani impressorum episcopalium, 1683.
- De constitutione anni 1690 ac de rurali epidemia. Quæ Mutinensis agri, & vicinarum regionum colonos graviter afflixit, dissertatio, Mutinæ, typis hæredum Iuliani Cassiani impres. capit., 1690.
- De fontium Mutinensium admiranda scaturigine tractatus physico-hydrostaticus, Mutinæ, typis haeredum Suliani impressorum ducalium, 1691.
- (LA) Ephemerides barometricae Mutinenses anni 1694, Mutinæ, typis Antonii Capponi, TypographEpiscSuperiorum permissu, 1695.
- (LA) De principum valetudine tuenda, Patavii, Giovanni Battista Conzatti, 1710.
- De contagiosa epidemia, quae in Patavino agro & tota fere Veneta ditione in boves irrepsit, Patavii, ex typogr. Jo. Baptistæ Conzatti, 1712.
- Constitutionum epidemicarum mutinensium annorum quinque editio secunda Bernardini Ramazzini ... Accedit dissertatio epistolaris de abusu chinae Chinae, Patavii, ex typogr. Jo. Baptistæ Conzatti, 1714.
- Opera omnia, medica & physiologica [...] scripta, cum figuris, & indicibus necessariis, Genevae, sumptibus Cramer & Perachon, 1716.
- De morbis artificum diatriba, In Venezia, Domenico Occhi, 1745.